# Biserica de lemn din Iosaș

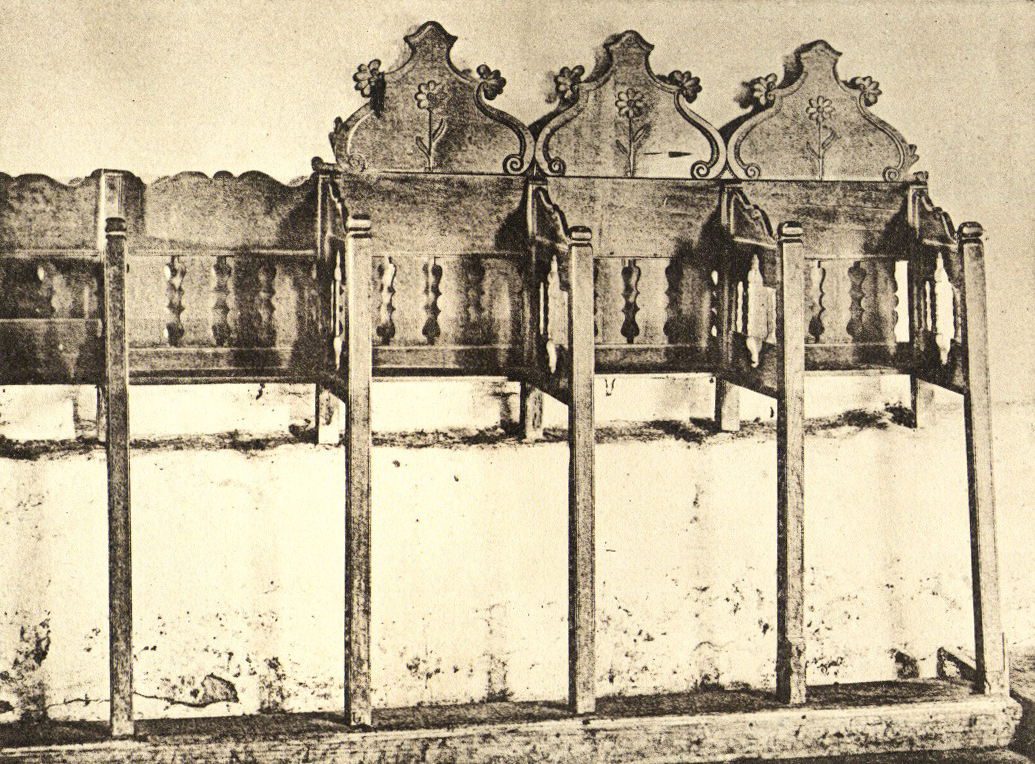
Scaune din biserica de lemn din Iosaș, Arad, 1926

Biserica de lemn din Iosaș, județul Arad a fost folosită până în anul 1948 și avea hramul Buna Vestire. În același an a început construirea noii biserici, de zid.